# TT144
La tombe thébaine TT 144 est située à Dra Abou el-Naga, dans la nécropole thébaine, sur la rive ouest du Nil, face à Louxor en Égypte.
C'est la sépulture de Nenou (Nnw), superviseur de la main-d'œuvre du domaine, datant du règne de Thoutmôsis III (XVIIIe dynastie).